# Urucará
Urucará est une municipalité brésilienne de l'État d'Amazonas .